# Mickey a závodníci
Mickey a závodníci (v anglickém originále Mickey and the Roadster Racers) je americký animovaný seriál pro děti předškolního věku. Je to náhrada za Mickeyho klubík. Seriál je vysílán od 15. ledna 2017 na stanicích Disney Junior a Disney Channel.

## Vysílání
| Řada | Díly | Premiéra ve USA | Premiéra ve USA   | Premiéra v ČR  | Premiéra v ČR  |
| Řada | Díly | První díl       | Poslední díl      | První díl      | Poslední díl   |
| ---- | ---- | --------------- | ----------------- | -------------- | -------------- |
| 1    | 26   | 15. ledna 2017  | 23. března 2018   | 3. června 2017 | 29. dubna 2018 |
| 2    | 25   | 13. dubna 2018  | 2. srpna 2019     | bude oznámeno  | bude oznámeno  |
| 3    | 29   | 14. října 2019  | 11. prosince 2020 | bude oznámeno  | bude oznámeno  |